# Grub (gemeente)
Grub (AR) is een gemeente en plaats in het Zwitserse kanton Appenzell Ausserrhoden.
Grub (AR) telt 1.020 inwoners.

## Geboren in Grub
- Daniel Ott (6 september 1960) componist, muziekpedagoog en pianist

Bühler · Gais · Grub · Heiden · Herisau · Hundwil · Lutzenberg · Rehetobel · Reute · Schönengrund · Schwellbrunn · Speicher · Stein · Teufen · Trogen · Urnäsch · Wald · Waldstatt · Wolfhalden · Walzenhausen
- Gemeinsame Normdatei: 4543208-9
- Historisch woordenboek van Zwitserland: 001305
- MusicBrainz: 93a3bec8-b606-46b1-96f0-2302e76081f4
- Virtual International Authority File: 234773808